# Julian Justus

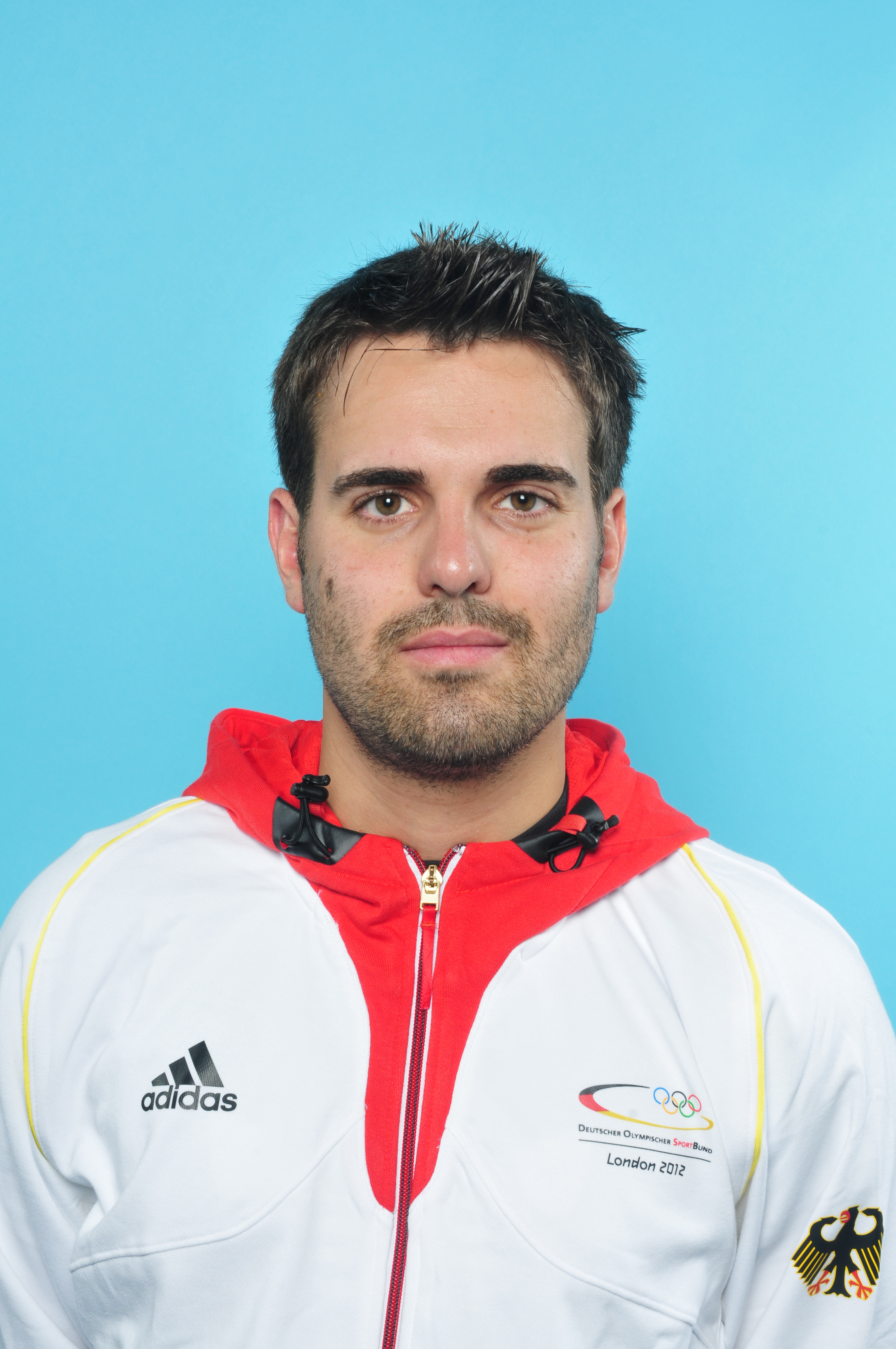
Julian Justus bei der Einkleidung der deutschen Olympiamannschaft am 28. Juni 2012 in Mainz

Julian Justus (* 29. Januar 1988 in Homberg (Ohm)) ist ein deutscher Sportschütze. Justus nahm an den Olympischen Sommerspielen 2012 im britischen London in der Disziplin „10 m Luftgewehr“ (englisch 10 metre air rifle) und an den Olympischen Sommerspielen 2016 im brasilianischen Rio de Janeiro in der Disziplin „10 m Luftgewehr“ (englisch 10 metre air rifle) teil.
Der gelernte Industriemechaniker tritt auf Vereinsebene für die SGi Homberg (Ohm) in den Gewehrdisziplinen G-KK (Gewehr-Kleinkaliber) und LG (Luftgewehr) an.
2009 nahm Justus erstmals an Europameisterschaften im Sportschießen teil. Bei den Titelkämpfen im kroatischen Osijek erreichte er in der Disziplin „KK-Gewehr 50-m Dreistellungskampf“ die Bronzemedaille, außerdem nahm der Mittelhesse an den Wettkämpfen „KK-Gewehr 50-m liegend Mannschaft“ (4. Platz) und „KK-Gewehr 50-m Dreistellungskampf Mannschaft“ (8. Platz) teil.
Bei den in München stattfindenden Weltmeisterschaften im folgenden Jahr erreichte Justus den fünften Platz im „KK-Gewehr 50-m Dreistellungskampf Mannschaft“ sowie den achten Platz im „KK-Gewehr 50-m liegend Mannschaft“.
Im Jahr 2011 erreichte Julian Justus bei den Halleneuropameisterschaften im italienischen Brescia in der Disziplin „10 m Luftgewehr“ sowohl im Einzel als auch mit der Mannschaft jeweils den fünften Rang. Bei den Freilufteuropameisterschaften im serbischen Belgrad erreichte er den vierten Platz im „KK-Gewehr 50-m Dreistellungskampf Mannschaft“.
Bei Weltcupveranstaltungen in der Disziplin „KK-Gewehr 50-m Dreistellungskampf“ erreichte der 178 Zentimeter große Sportschütze 2009 in München den sechsten Rang, während er 2010 in der chinesischen Hauptstadt Peking den Wettkampf für sich entscheiden konnte.
Im Mai 2012 qualifizierte sich Justus als erster deutscher Luftgewehrschütze für die Olympischen Sommerspiele im selben Jahr, bei der er mit 595 Ringen als 12. in der Qualifikation ausschied.
Im Juni 2015 nahm Justus an den Europaspiele 2015 in aserbaidschanischen Baku teil. Scheiterte er als 10. in der Qualifikation mit 625,0 Punkte.
Bei den Olympischen Sommerspielen 2016 in Rio de Janeiro, schied er mit 622,8	 Ringen als 18. in der Qualifikation aus.
Trainiert wird Julian Justus vom Gewehr-Bundestrainer Claus-Dieter Roth.